# Cap Bellone
Pour les articles homonymes, voir Bellone.
Le cap Bellone, ou Tanjona Belao en malgache, est un cap de Madagascar, île et État du sud-ouest de l'océan Indien. Il marque la limite sud-ouest de la baie d'Antongil, la principale baie du pays.